# Volo Britannia Airways BY226A
Il volo Britannia Airways 226A era un volo passeggeri internazionale partito da Cardiff, nel Galles, e diretto a Gerona, Spagna, operato dalla compagnia charter Britannia Airways. Il 14 settembre 1999, il Boeing 757-204 operante il volo operò un atterraggio di fortuna e si spezzò durante un temporale all'aeroporto di Gerona-Costa Brava. Dei 236 passeggeri e nove membri dell'equipaggio a bordo, due rimasero gravemente feriti e 41 riportarono delle ferite lievi. Uno dei passeggeri, che apparentemente era rimasto ferito solo lievemente, morì cinque giorni dopo a causa di insospettate lesioni interne. L'aereo coinvolto nell'incidente, registrato come G-BYAG, rimase danneggiato in modo irreparabile e demolito.
L'organismo responsabile delle indagini sull'incidente, la Civil Aviation Accident and Incident Investigation Commission (CIAIAC), concluse che l'incidente era stato causato da un avvicinamento destabilizzato, dalla perdita di riferimento esterno e dalla perdita dei segnali automatici di altezza durante l'atterraggio a Gerona. L'aereo effettuò una discesa ad alta velocità con un assetto a muso in giù, creando un impatto sufficientemente violento da spostare il carrello d'atterraggio anteriore all'indietro e farlo schiantare sull'unità elettrica principale dell'aereo, provocando un guasto elettrico che disabilitò tutti i sistemi di decelerazione e indusse un'improvvisa spinta in avanti indesiderata. L'aereo non riuscì a fermarsi e alla fine virò fuori pista.

## L'aereo
L'aereo era un Boeing 757-204 con codice di registrazione G-BYAG. È stato prodotto nel 1992 con il numero di serie 26965 e consegnato alla Britannia Airways nel 1993. Sull'aereo sono stati installati due motori turboreattore Rolls-Royce. Era configurato con 235 posti passeggeri, la maggior parte dei quali erano unità a tre posti. L'aereo aveva accumulato un totale di ore di volo di 26.429 ore o 9.816 cicli.
La struttura di supporto del carrello di atterraggio anteriore era fissata al vano ruota. A poppa del timone c'era una struttura chiamata "cuccia". La struttura aveva una forma robusta e rettangolare che costituiva il passaruota dell'aereo. Situato direttamente dietro la cuccia si trovava il centro attrezzature principale (MEC), che ospitava le unità elettroniche e di controllo dell'energia elettrica dell'aereo. L'unità alimentava molte unità essenziali dell'aereo, tra cui il freno automatico, l'antiscivolo, gli spoiler e i registratori di volo.
La spinta dei motori, inclusa la quantità e il tipo di spinta, era controllata dai piloti tramite cavi che correvano sotto la fusoliera. I cavi erano controllati con un sistema di pulegge tensionate. A seconda del tipo di rotazione, il sistema di pulegge fornirebbe ai motori la spinta in avanti o la spinta inversa. I due cavi, costituiti dal cavo A e dal cavo B, sarebbero infine passati attraverso le unità di controllo del propulsore designate, una su ciascun lato dell'aereo. Se il cavo A fosse tirato dalla puleggia la spinta in avanti aumenterebbe. Tirare il cavo B aumenterebbe la spinta inversa.

## I passeggeri e l'equipaggio
A bordo dell'aereo c'erano un totale di 236 passeggeri, tutti partecipanti a un tour organizzato dall'agenzia di viaggi Thomson Travel. Il quotidiano spagnolo El Mundo riportò che a bordo erano presenti 3 bambini e che tutti i 236 passeggeri erano di origine britannica. A bordo c'erano anche 9 membri dell'equipaggio, di cui 2 di volo e 7 di cabina. Il pilota è stato identificato come il capitano Brendan Nolan, 57 anni. Descritto dagli altri piloti come uno dei piloti più esperti della Britannia Airways, aveva accumulato un totale di 16.700 ore di volo, di cui 3.562 ore sul velivolo. Il nome del copilota, 33 anni, non è stato rivelato, ma era molto meno esperto, avendo registrato solo 1.494 ore di volo, la maggior parte delle quali sul Boeing 757.

## Il volo
Il volo 226A era un volo passeggeri dalla capitale del Galles Cardiff a Gerona, una delle principali attrazioni turistiche della Spagna. Gestito dalla più grande compagnia aerea charter del Regno Unito, Britannia Airways, il volo era stato noleggiato dalla compagnia di viaggi britannica Thomson Travel. I passeggeri a bordo dell'aereo facevano parte di un tour organizzato dalla Thomson.
Il volo doveva partire il 14 settembre 1999 per l'aeroporto di Gerona-Costa Brava, con aeroporti alternativi a Barcellona, Reus e Tolosa in Francia. Il volo decollò dall'aeroporto di Cardiff alle 20:40 BST con a bordo 236 passeggeri e 9 membri dell'equipaggio. Prima della partenza da Cardiff, l'equipaggio venne informato sulle previsioni del tempo a Gerona. Il briefing concludeva che sarebbero stati presenti temporali nell'aeroporto di destinazione e in tutti e tre gli aeroporti alternativi. L'equipaggio aveva ordinato ulteriori 15 minuti di riserva di carburante per eventuali ritardi.
Avvicinandosi a Gerona, l'equipaggio chiese informazioni meteorologiche aggiornate. Il controllo del traffico aereo di Gerona indicò che il temporale vicino all'aeroporto avrebbe prevalso durante la fase di avvicinamento e atterraggio.Il bollettino meteorologico indicato all'epoca era vento superficiale 350/6 kt, visibilità 4 km, temporale con forte pioggia, nuvole 3–4 octa a 1.500 piedi, 1–2 octa di cumulonembi a 3.000 piedi, 5–7 otta a 4.000 piedi, temperatura 20 °C/ punto di rugiada 20 °C, QNH 1010 mb, rileva pioggia recente. La tempesta si trovava a sud-ovest dell'aeroporto. Successivamente il controllore consigliò ai piloti di effettuare un avvicinamento ILS alla pista 20, ma questi decisero di scegliere la pista 02, la stessa pista dalla direzione opposta, dopo aver considerato le condizioni della pista bagnata, la pendenza e il vento in coda. Il capitano Nolan sapeva che l'avvicinamento alla pista 02 sarebbe stato difficile, quindi prese il controllo dal suo copilota.
All'inizio dell'avvicinamento, il primo ufficiale chiese all'equipaggio di prepararsi e annunciò ai passeggeri che ci sarebbero state delle turbolenze. Il tempo era brutto e l'aereo tremava. Durante l'avvicinamento, uno dei membri dell'equipaggio di cabina informò i piloti che il lato destro dell'aereo era stato colpito da un fulmine. Nonostante ciò, l'aereo ha continuato l'avvicinamento a Gerona. Diversi voli precedenti erano stati dirottati su Barcellona a causa della tempesta.

### Primo avvicinamento
Alle 23:18 ora locale, l'aereo si trovava a 16 miglia nautiche dal VOR di Gerona. Vennero attivati i freni ad aria compressa e il 757 raggiunse il VOR alle 23:22 ora locale mentre scendeva per 7.200 piedi. Dopo averlo superato, i piloti decisero di seguire il passaggio successivo della procedura di avvicinamento. Tornando verso il VOR, la turbolenza non si era ancora dissipata. Il Boeing continuava a tremare, abbastanza forte da far cadere la cartina di avvicinamento dal suo supporto. La carta, che era stata agganciata dal supporto alla cloche del comandante Nolan, era caduta sul pavimento della cabina di pilotaggio. Alla fine Nolan dovette chiedere al suo primo ufficiale di leggergli il documento.
Intorno alle 23:29 ora locale, l'aereo era livellato a 3.400 piedi e i flap erano stati impostati su 5 gradi. Il controllore fornì all'equipaggio il bollettino meteorologico aggiornato,facendo capire che le condizioni meteorologiche erano peggiorate. La visibilità era scesa da 5 a 4 km e il temporale si era spostato proprio sopra l'aeroporto. Il comandante Nolan controllò così il carburante rimanente a bordo e consigliò al suo copilota di dirottare su uno degli aeroporti alternativi in caso di mancato avvicinamento.
Alla fine i piloti configurarono completamente l'aereo per l'atterraggio e completarono l'apposita check list. Tuttavia, il controllore disse che la direzione del vento era cambiata. Il vento ora era favorevole alla pista opposta e soffiava a 12 nodi. Consigliò all'equipaggio di effettuare un avvicinamento ILS alla pista 20. Il capitano Nolan aveva preso il contatto visivo con la pista, ma in seguito decise di condurre invece un mancato avvicinamento a causa del disallineamento dell'aereo con la pista. Hanno avvisato l'ATC e si sono diretti a nord dell'aeroporto per avvicinarsi alla pista 20. Su richiesta dell'equipaggio, il controllore fornì le informazioni meteorologiche di Barcellona, ??dove il meteo erano migliore. Decisero di continuare il loro tentativo di atterrare a Gerona.

### Secondo avvicinamento
In seguito alla richiesta dei piloti di avvicinarsi alla pista 20, il controllore li autorizzò informandoli anche di un altro cambiamento del bollettino meteorologico, questa volta il vento era aumentato a 15 nodi. L'equipaggio convenne che avrebbero dirottato su Barcellona se non fossero riusciti ad atterrare al secondo tentativo. Il Flight Management Computer (FMC) avvertì che il carburante rimanente si era esaurito a un livello insufficiente e il primo ufficiale disse al comandante Nolan della situazione. Il Boeing iniziò a sintonizzarsi sul percorso di planata. Poco prima che riuscissero a farlo, Nolan controllò nuovamente il carburante e si rese conto che il carburante era sceso a 2.800 kg, circa 200 kg in meno rispetto al carburante minimo per una diversione verso l'aeroporto alternativo.
Dopo essersi sintonizzati sul sentiero di discesa, i piloti confermarono i propri ruoli durante l'atterraggio. Il primo ufficiale avrebbe monitorato gli strumenti dell'aereo mentre il comandante Nolan avrebbe cercato riferimenti esterni per la pista 20. L'aereo fu nuovamente configurato per l'atterraggio e l'equipaggio ha ricevuto l'autorizzazione all'atterraggio dal controllore. Alle 23:46 ora locale, l'aereo scese sotto le nuvole ed è diventato visibile con la pista a circa 500 piedi (150 m) sopra il livello del suolo. Vennero accese le luci di atterraggio e l'ATC riferì che il loro velivolo era in vista.
A 250 piedi (76 m) sopra il livello del suolo, l'equipaggio disconnesse l'autopilota e l'automanetta. Il copilota notò che il loro aereo si trovava al di sopra del percorso di planata dell'ILS e avvertì il comandante Nolan che avevano deviato dalla traiettoria corretta. Allora questi spinse momentaneamente il muso verso il basso prima di riportare finalmente la barra in posizione neutra.

### Atterraggio di fortuna
L'equipaggio stava monitorando i propri strumenti quando l'illuminazione dell'aeroporto improvvisamente si spense a causa di un'interruzione di corrente. Quando il comandante Nolan guardò fuori dal finestrino, rimase sbalordito nello scoprire che la pista dell'aeroporto era scomparsa dalla sua vista. A pochi secondi dalla fine dell'atterraggio, ad una quota compresa tra 80 e 54 piedi sopra il livello del suolo, il GPWS gridò a tutto volume "SINK RATE", avvertendo l'equipaggio dell'eccessiva velocità di discesa. Poco dopo l'allarme, dal radioaltimetro risuonò la parola "dieci", indicando che erano rimasti solo 10 piedi tra l'aereo e il suolo. Entrambe le leve di spinta furono immediatamente messe in posizione di riposo.
L'aereo atterrò violentemente, prima con il carrello anteriore e poi con il resto dei carrelli, ad una velocità di 141 nodi. Forze fino a 3G scossero l'intero 757, il quale rimbalzò in aria con un leggero rollio a destra e ricadde a terra con il muso totalmente in giù. Colpì di nuovo la pista con il carrello di atterraggio anteriore. Il secondo impatto fu molto più potente del precedente. Di conseguenza, il carrello anteriore crollò e l'aereo scivolò lungo la pista.
Immediatamente dopo il secondo atterraggio brusco, tutte le luci dell'aereo si spensero, accendendo così le luci d'emergenza della sezione passeggeri. Nel cockpit, il primo ufficiale gridò che il sistema di frenata automatica non funzionava. Il comandante Nolan cercò di fermare l'aereo azionando manualmente i freni, ma non poté fermare la scivolata lungo la pista. Nel frattempo il controllore, che in precedenza aveva perso di vista l'aereo durante il guasto elettrico all'aeroporto, si rese conto che il volo 226A era rotolato lungo la pista con lampi e scintille che uscivano dal lato sinistro.
Il 757 virò a destra e uscì di pista ad alta velocità, a circa 1.000 metri (3.300 piedi) dal secondo punto di contatto. A questo punto percorse 343 metri (1.125 piedi) attraverso prati pianeggianti accanto alla pista, prima di strisciare in diagonale su un sostanziale tumulo di terra adiacente al confine dell'aeroporto, diventando di conseguenza semi-aereo. Al di là del tumulo colpì diversi alberi di media grandezza e il motore destro sbatté contro la recinzione di confine. Il velivolo passò attraverso la recinzione, atterrando nuovamente in un campo ed entrambi i carrelli di atterraggio principali collassarono. Alla fine si fermò dopo una scivolata di 244 metri (801 piedi) attraverso il campo, a 1.900 metri (6.200 piedi) dal secondo touchdown. Durante l'incidente, il comandante Nolan fu sbalzato dal sedile, facendogli sbattere la testa contro il parabrezza sinistro e perdere i sensi.

### Dopo l'incidente

Relitto di G-BYAG.

I danni furono ingenti: la fusoliera era spaccata in due punti, e sia il carrello di atterraggio che entrambi i motori si erano staccati dalla fusoliera. Il capitano Nolan riprese conoscenza poco dopo lo schianto e il primo ufficiale ordinò immediatamente l'evacuazione. Nonostante i considerevoli danni alla cabina, l'equipaggio evacuò l'aereo in modo efficiente. Tuttavia, tre delle otto uscite di emergenza non potevano essere aperte e diversi scivoli di fuga non si gonfiarono.
Il controllore della torre, consapevole subito dopo l'atterraggio che qualcosa non andava, cercò di contattare l'equipaggio del volo 226A, ma senza successo. Così premette il pulsante per attivare l'allarme di emergenza, ma con sua sorpresa il campanello non suonò. I vigili del fuoco, allertati da una linea telefonica dedicata, si recarono sulla soglia della pista 20 e la percorsero tutta alla ricerca dell'aereo, senza trovarlo. Allora si diressero a sud della pista, l'ultima zona in cui era stato avvistato l'aereo. Non avendo trovato tracce dell'aereo, andarono a nord della pista per indagare sulla zona. Le ricerche si estesero ai lati della pista e nell'area di superamento. Nel frattempo, la maggior parte dei passeggeri era ancora intorno all'aereo e molti erano bagnati dalla pioggia intensa. Un passeggero attraversò l'aerodromo fino al terminal per cercare aiuto e disse al personale dove si trovava il luogo dell'incidente. Alla fine il relitto venne localizzato 18 minuti dopo l'incidente. Passarono altri 14 minuti mentre i vigili del fuoco cercavano ancora di raggiungere il sito. In totale, il trasferimento dei passeggeri al terminal durò un'ora e dieci minuti.
Non si registrarono vittime immediate e i feriti furono pochi: due feriti gravi e 42 feriti lievi. Tuttavia, un passeggero, ricoverato in ospedale con ferite apparentemente lievi e dimesso il giorno successivo, morì cinque giorni dopo per lesioni interne insospettate.
Le autorità aeroportuali vennero criticate dopo l'incidente, in particolare per il fatto che le squadre di soccorso avevano impiegato più di un'ora per raggiungere ed evacuare la scena.

## Risposta all'incidente
La Thomson Holidays inviò due aerei a Gerona per prendere i passeggeri che intendevano tornare a casa a Cardiff. Molti di quelli rimasti illesi nell'incidente decisero di proseguire il viaggio verso Gerona e Barcellona per le vacanze. La compagnia annunciò di aver preparato dei consulenti per confortare i passeggeri. Anche la Croce Rossa fu posta in stand-by. A Cardiff venne allestita un'area privata per la consulenza sui traumi. Quelli che avrebbero deciso di tornare in Galles avrebbero ricevuto 100 sterline per ogni passeggero e un pacco alimentare. Venne anche detto che ci sarebbe stato un accordo con i fabbri poiché molte chiavi di casa e dell'auto dei passeggeri erano ancora all'interno dei rottami. A Gerona è stata inviata una squadra di 42 persone per fornire sostegno alle famiglie negli hotel. La Thomson istituì anche una linea telefonica dedicata in seguito all'incidente.

## Le indagini

### Rateo di discesa elevato
La presenza di condizioni tempestose durante l'incidente sollevò il dubbio se la tempesta avesse influenzato in modo significativo le prestazioni dell'aereo, provocandone un atterraggio brusco. La tempesta di quel particolare giorno dell'incidente faceva parte di una serie di tempeste che avevano colpito la Spagna negli ultimi giorni. Almeno cinque persone in Catalogna erano state uccise dalle tempeste, spingendo l'agenzia civile a dichiarare un'emergenza meteorologica in tutta la regione. Il risultato dell'analisi indicò che sia la turbolenza che il wind shear non avevano influenzato in modo significativo le prestazioni dell'aereo durante l'avvicinamento. Anche se la tempesta non è stata considerata una delle cause principali dell'incidente, contribuì comunque alla decisione dell'equipaggio di effettuare un mancato avvicinamento, diminuendo ulteriormente il carburante dell'aereo e aumentando il carico di lavoro dell'equipaggio.
Infine l'indagine attribuì le cause dell'elevata velocità di discesa dell'aereo a tre fattori principali: un avvicinamento destabilizzato, la perdita di riferimento esterno a causa del guasto elettrico dell'aeroporto e il malfunzionamento delle chiamate automatiche.
Mentre l'aereo seguiva il percorso di planata, l'automanetta venne scollegata e l'equipaggio impostò la potenza su 1,51 EPR, leggermente superiore al normale 1,2 EPR. L'impostazione di potenza più elevata portò il Boeing a deviare dal percorso di planata poiché l'aereo volava leggermente più in alto dell'angolo di planata corretto. L'equipaggio si accorse di questa deviazione e tentò di correggere il percorso di planata spingendo la barra per abbassare il muso, aumentando momentaneamente la velocità di discesa dell'aereo. I piloti avevano bisogno di monitorare i propri strumenti per sapere se avevano volato con il loro aereo sul percorso di discesa corretto.
Mentre monitoravano gli strumenti, un improvviso guasto elettrico colpì l'aeroporto, provocando lo spegnimento di tutte le luci. Inizialmente i piloti non si erano accorti che l'elettricità dell'aeroporto era venuta a mancare poiché la loro attenzione era rivolta alla strumentazione. Quando riportarono l'attenzione all'esterno, rimasero scioccati nello scoprire che l'aeroporto era scomparso dalla loro vista. L'ambiente esterno al loro aereo era buio pesto e non c'erano riferimenti che potessero utilizzare per l'atterraggio. Senza segnali visivi sulla pista dell'aeroporto, la procedura operativa standard prevedeva che l'equipaggio avrebbe dovuto eseguire immediatamente un mancato avvicinamento. In quel momento, però, la loro altitudine era già vicina al livello del suolo e mancavano solo pochi secondi all’atterraggio. Dato il tempo estremamente limitato per elaborare e considerare la linea di condotta successiva, non riuscirono ad elaborare abbastanza rapidamente ciò che era accaduto e rimasero disorientati dalla condizione. Alla fine, ciò portò all'aumento della velocità di discesa dell'aereo a 1.000 piedi/min.
A causa dell'elevata velocità di discesa, l'aereo perse rapidamente quota. Ad un'altezza di 80 piedi da terra, circa quattro secondi prima dell'incidente, il GPWS fece risuonare l'allarme "SINK RATE", indicando un'elevata velocità di discesa. L'equipaggio non poteva accorgersi dei segnali dell'altimetro che avrebbero informato l'equipaggio sull'altitudine rimanente rimasta al loro aereo. L'avviso "SINK RATE" aveva la priorità sui richiami dell'altimetro, facendo sì che annullasse gli avvisi automatici di altezza di 50, 40, 30 e 20 piedi. Quando il GWPS terminò di risuonare, il radioaltimetro finalmente si fece sentire, emettendo "10 piedi", indicando che c'erano solo 10 piedi rimasti tra l'aereo e il suolo. Con così poca quota rimasta, l'equipaggio non poteva fare nulla per diminuire la velocità di discesa.

### Atterraggio duro e mancato arresto
L'aereo era configurato con un'elevata velocità di discesa e l'equipaggio non poté effettuare il flaring appropriato a causa del complicarsi della situazione. L'aereo toccò terra prima con il muso ad una velocità di 141 nodi e una velocità di discesa di 840 piedi al minuto, provocando forze fino a 3G che colpirono l'aereo, superiori al limite massimo di 1,8 G. Dopo il primo impatto, sia la barra di comando dell'aereo che le leve di spinta vennero spinte in avanti, forse involontariamente a causa del carico in avanti causato dall'impatto. Il 757 inizialmente rimbalzò in aria, ma a causa dell'input in avanti sul beccheggio dell'aereo tornò sulla pista con il muso in giù.
L'aereo colpì la pista per la seconda volta prima con il carrello di atterraggio anteriore, ma questa volta l'impatto fu di gran lunga peggiore, superando il limite di progettazione del carrello di atterraggio anteriore dell'aereo. Le forze colpirono il carrello di atterraggio anteriore lo fecero collassare all'indietro. La struttura della cuccia, attaccata al carrello di atterraggio, ruotò immediatamente all'indietro in seguito al collasso dell'attrezzatura, schiantandosi contro il principale componente elettrico dell'aereo che si trovava direttamente dietro di esso e danneggiandolo gravemente. Di conseguenza, l'aereo subì un guasto elettrico completo. Per via di ciò le scatole nere smisero di registrare.
Anche se il carrello di atterraggio anteriore era crollato all'indietro, il muso non raschiava continuamente la pista. Esso era crollato in modo tale che riusciva ancora a sostenere il muso dell'aereo per evitare che raschiasse il terreno, tuttavia era rimasto incastrato pure nella fusoliera anteriore, danneggiando i componenti elettrici di volo e provocando la perdita di alimentazione delle batterie. Disabilitò il sistema di decelerazione multipla dell'aereo, incluso il freno automatico, l'antislittamento e gli spoiler. Nonostante i danni, l'analisi dell'incidente indicava che l'aereo avrebbe dovuto potersi fermare entro la distanza rimanente della pista. 
Le tracce lasciate a terra dall'aereo indicavano che era uscito di pista ad una velocità notevolmente elevata, probabilmente tra 142 e 191 nodi. I risultati suggerivano che avesse accelerato invece di decelerare durante la corsa di 1.000 metri. Gli investigatori affermarono che l'accelerazione potrebbe essere stata causata da un aumento della spinta in avanti di entrambi i motori.
L'aumento della spinta dei motori era stato probabilmente causato da un danno alla centralina del propulsore del sistema di pulegge dell'aereo. Il sistema era stato danneggiato dalla cuccia spostata poiché essa aveva reciso il cavo B. Il cavo A, nel frattempo, rimase intatto. Il cavo B tagliato provocò il rilascio della tensione dal cavo e produsse tensione sul cavo A. La tensione risultante fece ruotare la puleggia in una direzione che avrebbe causato un aumento della spinta in avanti.

## Rapporto finale
L'incidente è stato indagato dalla Civil Aviation Accident and Incident Investigation Commission (CIAIAC). Nel suo rapporto finale, il risultato del CIAIAC fu il seguente:
Sono stati inoltre determinati i seguenti fattori contribuenti:
- Compromissione dell'ambiente visivo della pista a causa dell'oscurità e della pioggia torrenziale e dello spegnimento delle luci della pista immediatamente prima dell'atterraggio.
- Soppressione di alcuni richiami automatici di altezza da parte dell'avviso audio "SINK RATE" del GPWS.
- L'effetto di shock o di incapacità mentale sul pilota in volo in seguito al guasto delle luci della pista che potrebbe avergli impedito di prendere la decisione di effettuare il giro.
- L'assenza di una formazione specifica per l'equipaggio di volo nei simulatori di volo per avviare una riattaccata quando si è al di sotto dell'altezza di decisione di atterraggio.
- Valutazione insufficiente delle condizioni meteorologiche, in particolare del movimento e della gravità del temporale che ha colpito l'aeroporto di destinazione.

La CIAIAC emise 10 raccomandazioni a più parti, tra cui FAA, EASA e Boeing. Molte delle raccomandazioni richiedevano modifiche e miglioramenti riguardanti la progettazione dei componenti dell'aeromobile, tra cui un design migliorato delle cappelliere, una migliore imbracatura del sedile del pilota e una migliore alimentazione delle batterie. Alla FAA è stato chiesto di adottare misure riguardanti la possibilità di una spinta in avanti non comandata. All'EASA è stato chiesto di rendere obbligatoria una specifica procedura di riattaccata al di sotto dell'altezza della decisione. Altre raccomandazioni sono state rivolte anche all'aeroporto di Gerona e all'Istituto Nazionale di Meteorologia Spagnolo (INM).